# Saint-Didier-sur-Rochefort
Saint-Didier-sur-Rochefort este o comună în departamentul Loire din sud-estul Franței. În 2009 avea o populație de 422 de locuitori.

## Evoluția populației
| An        | 1975 | 1982 | 1990 | 1999 | 2006 | 2009 |
| --------- | ---- | ---- | ---- | ---- | ---- | ---- |
| Populație | 552  | 476  | 428  | 407  | 422  | 422  |